# 889 Erynia
A 889 Erynia (ideiglenes jelöléssel 1918 DG) a Naprendszer kisbolygóövében található aszteroida. Max Wolf fedezte fel 1918. március 5-én, Heidelbergben.